# Aspergillus carneus
Aspergillus carneus är en svampart som beskrevs av Blochwitz 1933. Aspergillus carneus ingår i släktet Aspergillus och familjen Trichocomaceae.   Inga underarter finns listade i Catalogue of Life.